# Han Sun-hwa
Đây là một tên người Triều Tiên, họ là Han.
Han Sun-hwa (sinh ngày 06 tháng 10 năm 1990) là một ca sĩ và nữ diễn viên Hàn Quốc, cựu thành viên của nhóm nhạc nữ Hàn Quốc Secret.
Cô đã xuất hiện trên truyền hình vào năm 2004 trong khi tham gia vào Superstar Survival của SBS như một người vào chung kết, và trong năm 2009, cô đã tham gia thường xuyên trong một chương trình tạp kỹ mang tên Invincible Youth. Bên cạnh âm nhạc, cô cũng tham gia vào diễn xuất và ra mắt trong bộ phim truyền hình năm 2010, More Charming By The Day. Cô cũng tham gia vào một số bộ phim truyền hình với vai phụ trong Ad Genius Lee Tae-baek, Quà tặng của Thiên Chúa - 14 Ngày, và Hôn nhân, Không Hẹn hò. Năm 2014, cô đóng vai chính trong phim truyền hình cuối tuần của đài MBC Rosy Lovers trong vai Baek Jang Mi, diễn viên Lee Jang Woo. CNN International Seoul liệt kê Sunhwa là một trong chín ngôi sao "It" đang nổi lên trong nền giải trí Hàn Quốc vì cô là một nghệ sĩ "đa nhiệm". Hình tượng Kang Se-Ah trong bộ phim truyền hình TVN năm 2014, Hôn nhân, Không hẹn hò đã nhận được đề cử cho "Nữ diễn viên Thanh niên Tốt nhất" tại Liên hoan phim thanh niên quốc tế Seoul lần thứ 16. Năm 2014, vai Jang Mi của cô từ Rosy Lovers và Jenny từ Gift Day 14 của Thiên Chúa đã giành hai giải thưởng nữ diễn viên mới xuất sắc nhất từ MBC và SBS Drama Awards. Đã được xác nhận vào ngày 26 tháng 9 năm 2016 rằng Sunhwa đã không gia hạn hợp đồng với TS Entertainment và sẽ chính thức tham gia vào tháng 10. Vào ngày 14 tháng 10 năm 2016, Sunhwa gia nhập Huayi Brothers với tư cách là một nữ diễn viên.

## Tuổi thơ
Han Sun-hwa sinh ngày 6 tháng 10 năm 1990, tại Busan, Hàn Quốc. Sunhwa có một em gái và một em trai (Han Seungwoo của Victon). Mẹ của Sunhwa đã sinh ra cô khi bà mới 20 tuổi. Là con cả, cô chăm sóc các em nhỏ bằng cách nấu ăn và dạy kèm cho các em khi cả hai bố mẹ phải làm việc. Trong cuộc khủng hoảng tài chính ở Đông Á năm 1998, gia đình Sunhwa đã phải vật lộn sinh tồn và cô nhớ lại rằng ước mơ trở thành một nghệ sĩ của cô đã trở nên mờ nhạt.
Kể từ khi còn trẻ, cô đã quan tâm đến nghệ thuật và luôn mơ ước trở thành một nghệ sĩ. Han Sun-hwa đã theo học các chương trình nghệ thuật sau giờ học ở trường tiểu học và giành được nhiều giải thưởng từ các cuộc thi nghệ thuật khác nhau. Tuy nhiên, sau khi xem một trong những buổi biểu diễn của Boa trên TV, cô nhận ra ước mơ của cô là hát và nhảy.

## Sự nghiệp

### 2004-2008: Khởi đầu và vật lộn trong nghề nghiệp
Kể từ đó, cô bắt đầu thử giọng cho các công ty thu âm khác nhau; cô tham gia cuộc thi SM Entertainment Youth Best Competition nhưng đã bị loại. Năm 2004, Sunhwa bắt đầu thử giọng tại các công ty ngoài việc hát các cuộc thi. Vào năm 2005, cô đã trở thành người cuối cùng trong chương trình tài năng có tên Superstar Survival cùng với Taecyeon của 2PM, Lee Junho và Chansung. Trong chương trình, Sunhwa được đào tạo về giọng hát và diễn xuất; Tuy nhiên, cô đã bị loại trong tập thứ năm và quay trở lại Busan.
Sau thất bại của mình, Sunhwa trở lại là một học sinh trung học bình thường. Tuy nhiên, có một sự thay đổi lớn trong cách những người bạn của Sunhwa nghĩ về cô: do tin đồn sai, họ nghĩ cô ấy là một học viên của JYP; Sunhwa thừa nhận cô ấy sợ người vì ghen tị. Sư phụ Sung Yongho, phụ trách ca đoàn trường, đã giúp Sunhwa, cho cô cơ hội để tham gia vào các cuộc thi; sau đó, cô được nhận vào trường cao đẳng nghệ thuật Baekjae. Một vài ngày trước khi lễ khai trường đại học, cô đã nhận được một cú điện thoại từ một nhân viên đã theo dõi Superstar Survival và trở thành một thực tập sinh tại TS Entertainment.

### 2009-nay: Secret, Invincible Youth và nổi bật ngày càng tăng

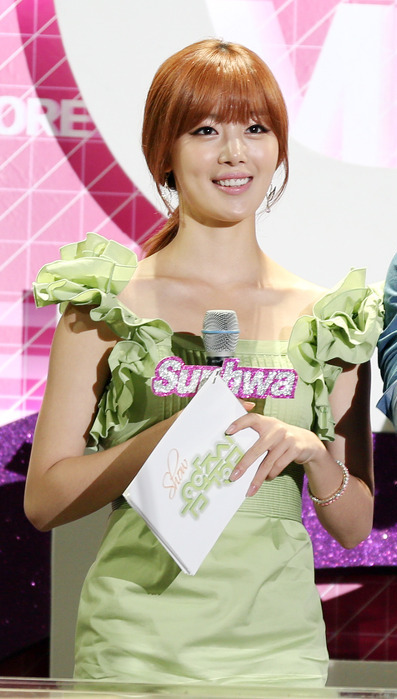
Sunhwa làm MC tại Music Core trong tháng 9 năm 2012

Tháng 10 năm 2009, Sunhwa, cùng với Jung Hana, Song Jieun và Jun Hyoseong, ra mắt trong nhóm Secret; trước khi ra mắt, nhóm đã tham gia một chương trình phim tài liệu mang tên Secret Story kể về quá trình ra mắt của họ. Cũng trong tháng đó, Sunhwa đã được chọn là một thành viên thường xuyên của một chương trình tạp kỹ của Hàn Quốc được gọi là Invincible Youth: tin rằng một thành viên nhóm nhạc nữ thậm chí còn chưa được ra mắt sẽ được lựa chọn cho một chương trình tạp kỹ gây ra một cảm giác rất lớn.
Secret phát hành đĩa đơn đầu tay "I Want You Back" vào tháng 10 năm 2009. Tháng 4 năm 2010, Secret phát hành mini album đầu tiên của ban nhạc có tựa là Secret Time, tạo ra cho họ single hit "Magic" và là bài hát đột phá của họ tại Hàn Quốc. Tháng 8 năm 2010, họ phát hành mini album thứ hai mang tên Madonna và ca khúc chủ đề tiếp tục thành công của họ khi nó đứng đầu Gaon Single Charts. Secret tiếp tục thành công với việc phát hành đĩa đơn CD thứ hai của họ mang tên Starlight Moonlight. Năm đó, Secret bắt đầu một cuộc đột kích các hoạt động của Nhật Bản với việc phát hành Madonna và Shy Boy.
Vào năm 2012, vào cuối năm của chương trình SBS Gayo Daejeon, SBS đã thành lập bốn nhóm nhạc thần tượng, một fan hâm mộ đã đưa Sunhwa vào nhóm Mystic White, nhóm làm việc với nhà sản xuất Kim Do Hoon, tạo ra bài hát "Mermaid Princess" được tặng cho tổ chức từ thiện.
Vào ngày 26 tháng 9 năm 2016, TS Entertainment đã xác nhận rằng Sunhwa sẽ không gia hạn hợp đồng và sẽ chính thức chia tay Secret.

## Nghệ thuật

### Phong cách và ảnh hưởng âm nhạc
Sunhwa kể từ thời thơ ấu rằng cô đã bị ảnh hưởng bởi các nhóm nhạc pop và R&B như Fin.K.L, S.E.S. và Shinhwa. Sunhwa cho rằng BoA là một trong những ảnh hưởng lớn và là thần tượng của cô. Cô cũng cho rằng cách BoA hát và nhảy đã ảnh hưởng đến cô khi theo đuổi sự nghiệp âm nhạc.